# Reiskirchen (Hesja)
Reiskirchen – miejscowość i gmina w Niemczech, w kraju związkowym Hesja, w rejencji Gießen, w powiecie Gießen. 30 czerwca 2015 liczyła 10 224 mieszkańców.

## Współpraca
Miejscowości partnerskie:
- Muttersholtz, Francja
- Wandersleben – dzielnica Drei Gleichen, Turyngia